# Леньяни, Луиджи
Луи́джи Рина́льдо Ленья́ни (итал. Luigi Rinaldo Legnani; 7 ноября 1790, Феррара — 5 августа 1877, Равенна) — итальянский классический гитарист, певец (тенор), композитор и музыкальный мастер.

## Биография
В детстве учился игре на скрипке, играл в оркестрах, однако принял решение посвятить себя гитаре и пению. Дебютировал как певец в Равенне в 1807 году, в дальнейшем выступал в различных итальянских городах как исполнитель партий в операх Россини, Пачини, Доницетти. С сольными концертами на гитаре начал выступать с 1819 года, три года спустя был с восторгом принят в Вене, где его исполнительское искусство сравнили с игрой Мауро Джулиани. В дальнейшем Леньяни ещё неоднократно посещал этот город и каждый раз пользовался большим успехом.
Много гастролируя по Италии, Германии, Швейцарии, Леньяни познакомился со многими известными музыкантами, в том числе с Никколо Паганини, назвавшим его «одним из лучших гитаристов современности». В 1836 году Паганини и Леньяни планировали провести в Турине несколько совместных концертов, однако они не состоялись, возможно, из-за плохого здоровья Паганини.
В начале 1850-х Леньяни прекратил исполнительскую карьеру, поселился в Равенне и занялся изготовлением гитар и скрипок. Его инструменты пользовались популярностью, многие мастера копировали их вплоть до конца XIX века.
Его композиции, почти все для гитары (за исключением двух дуэтов, концерт, в, которой у вас есть только партитуры соло, и некоторые фрагменты речи), относятся к эстетике ярко-первого Века, и часто представляют собой отрезок весьма виртуозной. В них  структура оперной и вокально-театральной типичный Джулиани и вкус к подвигам методы к Паганини.
Леньяни — автор более 250 сочинений для гитары (фантазии, попурри, каприччио, вариации и др.), дуэтов для флейты и гитары, концерта для гитары с оркестром.